# La Petite Catherine de Heilbronn

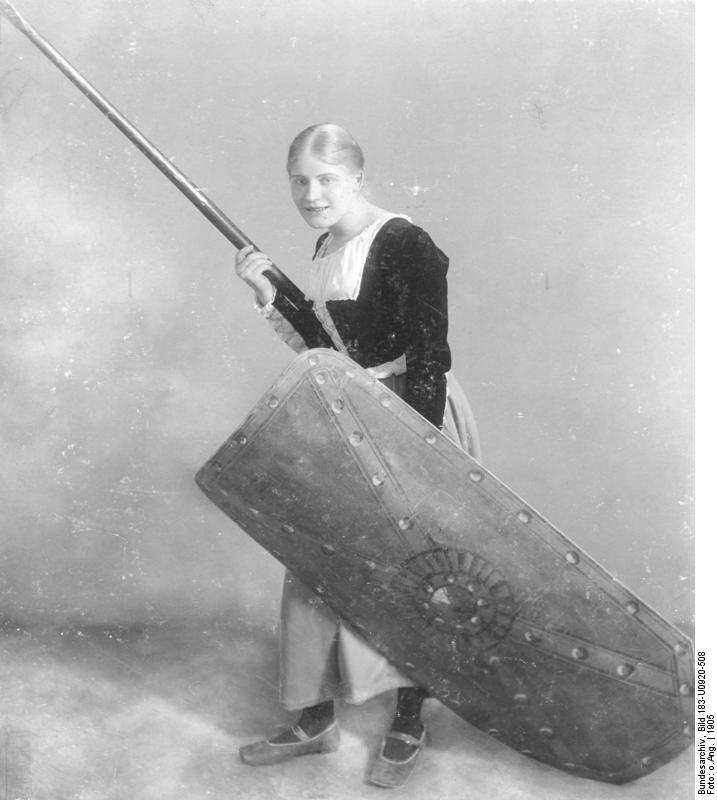
Lucie Höflich dans La Petite Catherine de Heilbronn en 1905.

La Petite Catherine de Heilbronn ou l'Épreuve du feu (Das Käthchen von Heilbronn) est un drame historique en cinq actes de Heinrich von Kleist créé à Vienne en 1810.

## Traduction en français
- Catherine de Heilbronn. Traduction de Lou Bruder. Paris, Club français du livre, 1960 (volume n° 20, théâtre). Publié avec Penthésilée et Le prince de Hombourg.

Il a été adapté en français à plusieurs reprises, notamment par Jean Anouilh en 1966 sous le titre L'Ordalie, qui fut un échec.

## Principales productions en France
- 1960 : mise en scène de Bernard Jenny, théâtre de l'Alliance française
- 1966 : mise en scène et traduction de Jean Anouilh, théâtre Montparnasse
- 1980 : mise en scène et traduction d'Éric Rohmer, Festival d'Automne, Nanterre[2]
- 1987 : mise en scène de Pierre Romans, Festival d'Avignon, Tinel de la Chartreuse puis Théâtre Nanterre-Amandiers
- 2008 : mise en scène d'André Engel, Ateliers Berthier - Odéon, Paris ; reprise en 2010 au Théâtre national populaire,Villeurbanne

## Adaptations

### À l'opéra
- Das Käthchen von Heilbronn, opéra de Carl Martin Reinthaler, 1881.

### Au cinéma et à la télévision
- 1980 : Catherine de Heilbronn, téléfilm d'Éric Rohmer d'après sa production

## Autour de la pièce
Cette pièce ne doit pas être confondue avec La Petite Catherine, pièce historique en 3 actes et 7 tableaux d'Alfred Savoir  créée au théâtre Antoine en 1930 et évoquant la jeunesse de Catherine II de Russie.